# Bulurejo (Bulukerto)
Bulurejo is een bestuurslaag in het regentschap Wonogiri van de provincie Midden-Java, Indonesië. Bulurejo telt 3653 inwoners (volkstelling 2010).